# スーダンの国会
国民議会（こくみんぎかい、英語: National Legislature, アラビア語: المجلس التشريعي السوداني, Al-Maǧlis al-Ttašriyʿiy）は、スーダンの立法府である。2019年スーダンクーデターによって解散し、国民議会に代わる新たな立法府として立法評議会が設立される予定である。また、2025年2月には暫定憲法が改正され、立法評議会の正式な設立までの暫定的な立法府として、暫定主権評議会とスーダン内閣の閣僚で構成される暫定立法局が設立された。しかし軍事政権との民政移管の合意は2025年7月時点においてもまだ署名されていない。

## 概要
2005年の和平合意に基づき、暫定憲法が成立し両院制議会として設置。上院に相当する州代表評議会と下院に相当する国民議会で構成する。